# Unité urbaine de Médis
L'unité urbaine de Médis est une unité urbaine française constituée par la commune de Médis, petite ville de la première couronne périurbaine de l'aire d'attraction de Royan, située au sud-ouest de la Charente-Maritime.

## Données générales
En 2020, l'INSEE a procédé à une redéfinition des zonages des unités urbaines de la France; celle de Médis a été créée formant une ville isolée selon la nomenclature de l'Insee qui lui a donné le code 17112. 
En 2021, avec 3 036 habitants, elle constitue la 29e unité urbaine de Charente-Maritime et appartient à la catégorie des unités urbaines de 2 000 à 4 999 habitants.
Sa densité de population qui s'élève à 129 hab/km² en 2021 en fait une unité urbaine densément peuplée en Charente-Maritime; la densité moyenne du département étant de 96 hab/km² en 2021 .

## Délimitation de l'unité urbaine de 2020
Unité urbaine de Médis dans la délimitation de 2020 et population municipale de 2021
| Commune urbaine | Superficie | Population | Densité de population | Statut       |
| --------------- | ---------- | ---------- | --------------------- | ------------ |
| Médis           | 23,46 km²  | 3 036 ab.  | 129 hab/km²           | Ville isolée |

## Sources et références
1. ↑  Composition de l'unité urbaine de Médis en 2020 - Source : Insee